# Mirnyj (rejon toguczyński)
Mirnyj (ros. Мирный) – osiedle w Rosji, w obwodzie nowosybirskim, w rejonie toguczyńskim. W 2010 liczyło 283 mieszkańców.